# Ill Met by Moonlight
Ill Met by Moonlight (Brasil: Perigo nas Sombras ) é um filme de ação, aventura e drama produzido no Reino Unido em 1957 e dirigido por Michael Powell e Emeric Pressburger.